# Matej Rapnik
Matej Rapnik, slovenski nogometaš, * 24. februar 1990, Slovenj Gradec.
Rapnik je nekdanji profesionalni nogometaš, ki je igral na položaju branilca. V svoji karieri je igral za slovenske klube Interblock, Celje in Dravograd ter tajske Muangthong United, Nakhon Nayok in Police United. Skupno je v prvi slovenski ligi odigral 37 tekem in dosegel tri gole. Z Interblockom je osvojil slovenski pokal leta 2007. Bil je tudi član slovenske reprezentance do 17, 18, 19, 20 in 21 let. 